# Scolebythus madecassus
Scolebythus madecassus  (лат.) — вид мелких ос из семейства Scolebythidae, единственный в составе рода Scolebythus.

## Распространение
Афротропика: Мадагаскар.

## Описание
Длина 7 мм, переднее крыло 6,3 мм. Тело блестящее, ноги и усики темно-коричневые. Вид был впервые открыт и описан в 1963 году американским энтомологом Говардом Эвансом.